# Схема Блітта — Сернандера
Схема (послідовність, класифікація, шкала) Блітта — Сернандера — послідовність кліматичних періодів Північної Європи пізнього плейстоцену і голоцену, заснована на дослідженнях торфовищ Данії, які провели норвежець Аксель Блітт (1876) і швед Рутгер Сернандер (1908). Їх класифікація була включена в послідовність пилкових зон, яку пізніше розробив Леннарт ван Пост, один із засновників палінології.

## Опис
На послідовність шарів різного кольору у торфі вперше звернув увагу Генріх Дау в 1829 р. Данська королівська академія наук запропонувала премію тому, хто зміг би пояснити ці явища. Блітт припустив, що темні шари були відкладені в посушливі епохи, а світлі — у вологі. Для опису своєї гіпотези він використовував терміни «атлантичний» (жаркий і вологий) і «бореальний» (холодний і сухий).
У 1926 р. К. А. Вебер звернув увагу на чіткі межі-горизонти в торфі, виявленому в Німеччині, які відповідали класифікації Блітта. Сернандер визначив суббореальний і атлантичний періоди, а також пізні льодовикові періоди. Інші вчені розширили їх класифікацію.
Класифікація була запропонована до появи сучасних, точніших методів датування, таких, як радіовуглецевий аналіз або цикл кисневих ізотопів. Наразі геологи з різних регіонів вивчають рівні моря, торфовища і льодовикову кору різними методами, що дозволяють уточнити класифікацію Блітта — Сернандера. Встановлено відповідність між найбільшими кліматичними подіями Євразії і Північної Америки.
Наразі флуктуації кліматичних змін вважаються складнішими, ніж їх представляє схема Блітта — Сернандера. Наприклад, у недавно досліджених зразках торфу з фьорда Роскілле та озера Корнеруп у Данії виявлено від 40 до 62 різних верств пилку. Проте дотепер не запропоновано переконливішої альтернативної теорії.

## Проблеми

### Датування та калібрування
Наразі схема Блітта — Сернандера підтверджена багатьма методами датування, насамперед радіовуглецевим датуванням зразків торфу. При цьому в останні кілька десятиліть радіовуглецеве датування піддалася калібруванню (з опорою на інші методи — такі, як дендрохронологія тощо), оскільки раніше вважалося, що концентрація ізотопів вуглецю в атмосфері була постійною, тоді як нині вважається доведеним, що вона змінювалася з часом.

### Міждисциплінарна кореляція
Класифікація Блітта — Сернандера використовувалася для встановлення часових меж низки археологічних культур Європи і Америки. Ряд фахівців навіть поспішили ототожнити стадії розвитку технології в північній Європі з низкою кліматичних періодів, проте наукове співтовариство ставиться до такого підходу в цілому критично. Зокрема, відсутні зрозумілі причини того, чому різке припинення використання бронзи і початок використання заліза приблизно 600 р. до н. е. має пов'язуватися із закінченням субатлантичного періоду в цей час. Інший приклад: в теплий атлантичний період територія Данії була зайнята мезолітичними культурами, а не високорозвиненішими неолітичними, хоча клімат сприяв переходу до сільського господарства.

## Послідовність
Пізній плейстоцен складається з таких фаз (дати приблизні, калібровані):
- Давній дріас, 12000—11600 до н. е.
- Аллередське потепління, 11600—10900 до н. е.
- Пізній дріас, 10900—9640 до н. е.

Голоцен складається з таких фаз:
- Пребореальний період
- Бореальний період — холодний, сухий, підйом температури, 9500—6900 до н. е.
- Атлантичний період — спекотний, вологий, температурний максимум, 6900—3700 до н. е.
  - Давній Перон, сильне потепління близько 5000—4100 рр. до н. е.
- Суббореальний період, 3700—600 до н. е.
  - Піорське коливання, 3200—2900 до н. е.
- Субатлантичний період, 600—0 до н. е.

## Рослини-маркери
Серед рослин, чий пилок або останки використовувалися як маркери для вивчення торфу, були, зокрема:
- Сфагнум
- Осока
- Шейхцерія
- Пухівка піхвова
- Журавлина
- Андромеда багатолиста
- Erica tetralix
- Верес
- Сосна
- Береза

Для вологих періодів характерно більша кількість сфагнуму, для сухих — більше стовбурів таких дерев, як береза і сосна.

## Ресурси Інтернету
- the Holocene
- 10,000 Years of Climate Change [Архівовано 8 грудня 2012 у Archive.is]
- Bogs and Mires of the Baltic Region [Архівовано 16 січня 2006 у Wayback Machine.]